# San Secondo Parmense
San Secondo Parmense (emilián nyelven Sansgònt vagy San Sgond) település Olaszországban, Emilia-Romagna régióban, Parma megyében. Lakosainak száma 5823 fő (2023. január 1.). San Secondo Parmense Roccabianca, Soragna, Fontanellato és Sissa Trecasali községekkel határos.

## Népesség
A település lakossága az elmúlt években az alábbi módon változott:
| Lakosok száma | 5695 | 5685 | 5823 |
|               | 2017 | 2018 | 2023 |